# Nkam (vattendrag i Kamerun, Kustregionen)
Nkam är ett vattendrag i Kamerun.   Det ligger i regionen Kustregionen, i den sydvästra delen av landet, 170 km nordväst om huvudstaden Yaoundé.